# Горникевич Теофіл
Горнике́вич Теофіл (14 лютого 1891, с. Гузіїв, Долинський повіт, Галичина, нині Болехівська міська громада, Івано-Франківська область — 2 листопада 1969, м. Відень, Австрія) — священник УГКЦ, капелан УГА.

## Життєпис
Народився 14 лютого 1891 у селі Гузіїв, Долинський повіт, Галичина. Братом Теофіла був Мирон, сином — Олег Горникевич.
Навчався у Львівській академічній гімназії, згодом від 1910 студіював богослов'я. Протягом 1915 — 1918 викладав біологію та психологію у Львівському університеті.
У серпні 1918 року висвячений на священника, був капеланом (духівником) УГА.
У 1920 — 1923 директор народної школи імені Бориса Грінченка у м. Львів. З 1924 по 1926 роки катехит державних міських народних шкіл у Львові. З 1927 року викладав у Львівській академічнії гімназії та учителював у семінарії Сестер Василіянок. Водночас протягом 1925 — 1935 служив парохом у селі Сихів (нині у складі Львова).
У 1940 році переїхав до брата у Відень, був душпастирем у церкві св. Варвари (до 1944 р.).
У 1947—1956 р. викладав релігію у гімназіях і Вищій технічній школі.

## Діяльність
- Упорядкував і видав у 4-х томах збірник 700 оригінальних документів з державних австрійських архівів, що стосуються України: 1914—1922 — «Ereignisse in der Ukraine 1914—22: Deren Bedeutung und historische Hintergründe» (Philadelphia, 1966—69);
- Автор книги «Відень, Царгород, Атени: Подорожні записки» (Мюнхен, 1964 р.);
- Автор статей (з передмовою С. Гординського) «Поділ в Україні 1914—1922 років у світлі історичних документів» («Bohoslovia», Rome, 1984, № 48).
- Упорядкував і уклав каталог архіву В. Липинського, 1962 р. переслав його у фотокопіях до США, де на їх основі було створено Східно-Європейський інститут у м. Філадельфія (шт. Пенсильванія, 1963 р.).
- Упорядкував і уклав у 1962—1966 роках каталог архіву ЗУНР за дорученням Йосифа Сліпого. 1968 р. організував таємне вивезення його зі Сх. державного архіву, також архіву В. Липинського в Українському католицькому університеті у Римі, де й очолював архівний відділ до 1969 р.